# رولینگ لود
رولینگ لَود (انگلیسی: Rolling Loud) یک جشنوارهٔ بین‌المللی موسیقی هیپ هاپ است که در آسیا، آمریکای شمالی، آمریکای جنوبی، اروپا و اقیانوسیه برگزار شده است. این جشنواره که در سال ۲۰۱۵ پایه‌گذاری شد، به گفتهٔ کمپلکس «یکی از بزرگ‌ترین جشنواره‌های جهان» به‌شمار می‌رود و مجلهٔ بیلبورد از آن به‌عنوان «نقطهٔ اوج تمام جشنواره‌های هیپ هاپ» یاد کرده است. در سال ۲۰۱۹، حدود ۲۱۰ هزار نفر در این رویداد در میامی، ایالات متحده شرکت کردند.